# 1958 en aéronautique
Chronologie de l'aéronautique
- 1954
- 1955
- 1956
- 1957
- 1958
- 1959
- 1960
- 1961
- 1962

Cet article présente les faits marquants de l'année 1958 en aéronautique.

## Événements
- En 1958 : pour la première fois, l'avion est plus utilisé que le bateau pour traverser l'Atlantique.

### Janvier
- 4 janvier : décès d'Alliott Verdon-Roe, fondateur  des firmes Avro et Saunders-Roe.

### Février
- 6 février : crash aérien du vol 609 British European Airways sur l'aéroport de Munich-Riem.
- 16 février : un Douglas DC-3 sud-coréen est dérouté vers Pyongyang par huit agents nord-coréens[1].

### Mars
- 25 mars : premier vol du prototype de l'avion de chasse canadien Avro CF-105 Arrow.
- 27 mars : premier vol du prototype de l’avion de chasse italien Aerfer Ariete.
- 29 mars : première pierre de l’aéroport de Venise-Tessera.

### Avril
- 18 avril : le record du monde d'altitude en avion est établi à 23 449 m par le lieutenant américain  Barry L. Watkins à bord d'un Grumman F11F Tiger[2].
- 22 avril : premier vol de l'hélicoptère bi-rotor américain Boeing-Vertol 107[3].
- 27 avril : premier vol de l'avion de ligne De Havilland Comet 4.

### Mai
- 2 mai : le record de Watkins est battu par le français R. Carpentier à bord d'un SO.9050 Trident II en atteignant 24 217 m.
- 7 mai : nouveau record d'altitude établi à 27 811 m par le commandant américain Howard C. Johnson sur Lockheed F-104 Starfighter[4].
- 16 mai : nouveau record de vitesse établi à 2 259,5 km/h par le capitaine Walter C. Irwin aux commandes d'un F-104 Starfighter[5].
- 21 mai : 
  - premier vol du Breguet 940, prototype d'avion français ADAC.
  - premier vol du Dassault Étendard IV.
- 27 mai : premier vol du prototype de l'avion de combat américain McDonnell Douglas F-4 Phantom II, le McDonnell XF4H-1.
- 30 mai : premier vol de l'avion de ligne Douglas DC-8.

### Juin
- 5 juin : Premier vol du SNCASE SE.116 Voltigeur.
- 9 juin : inauguration de l'aéroport de Londres Gatwick.
- 13 juin : Jean Boulet aux commandes du SE 3150 Alouette II établit un nouveau record du monde d'altitude en hélicoptère à turbine, en atteignant 10 984 m[6].

### Août
- 6 août : premier vol vertical captif de l'avion ADAV Short SC.1.
- 31 août : premier vol de l'avion de combat américain North American A-5 Vigilante

### Septembre
- 18 septembre : premier vol du Beechcraft-SFERMA PD.18S équipé de turbines à hélices Turboméca Bastan.
- 30 septembre : fin du National Advisory Committee for Aeronautics.

### Octobre
- 1er octobre :
  - création de la National Aeronautics and Space Administration (NASA);
  - création de la Federal Aviation Administration (FAA);
  - lancement du service commercial par avions à réaction sur l'Atlantique avec deux avions britanniques De Havilland Comet IV, qui relient New York et Londres.

### Décembre
- 4 décembre : 
  - premier vol du Baade 152.
  - Le plus long vol sans atterrissage commence. Un Cessna 172 vol 64 jours, 22 heures, 19 minutes et 5 secondes autour de Las Vegas[7].